# Martin Kollár
Martin Kollár (Čáry, 13 ottobre 1853 – Trstín, 26 gennaio 1919) è stato un presbitero, giornalista, politico e traduttore slovacco.

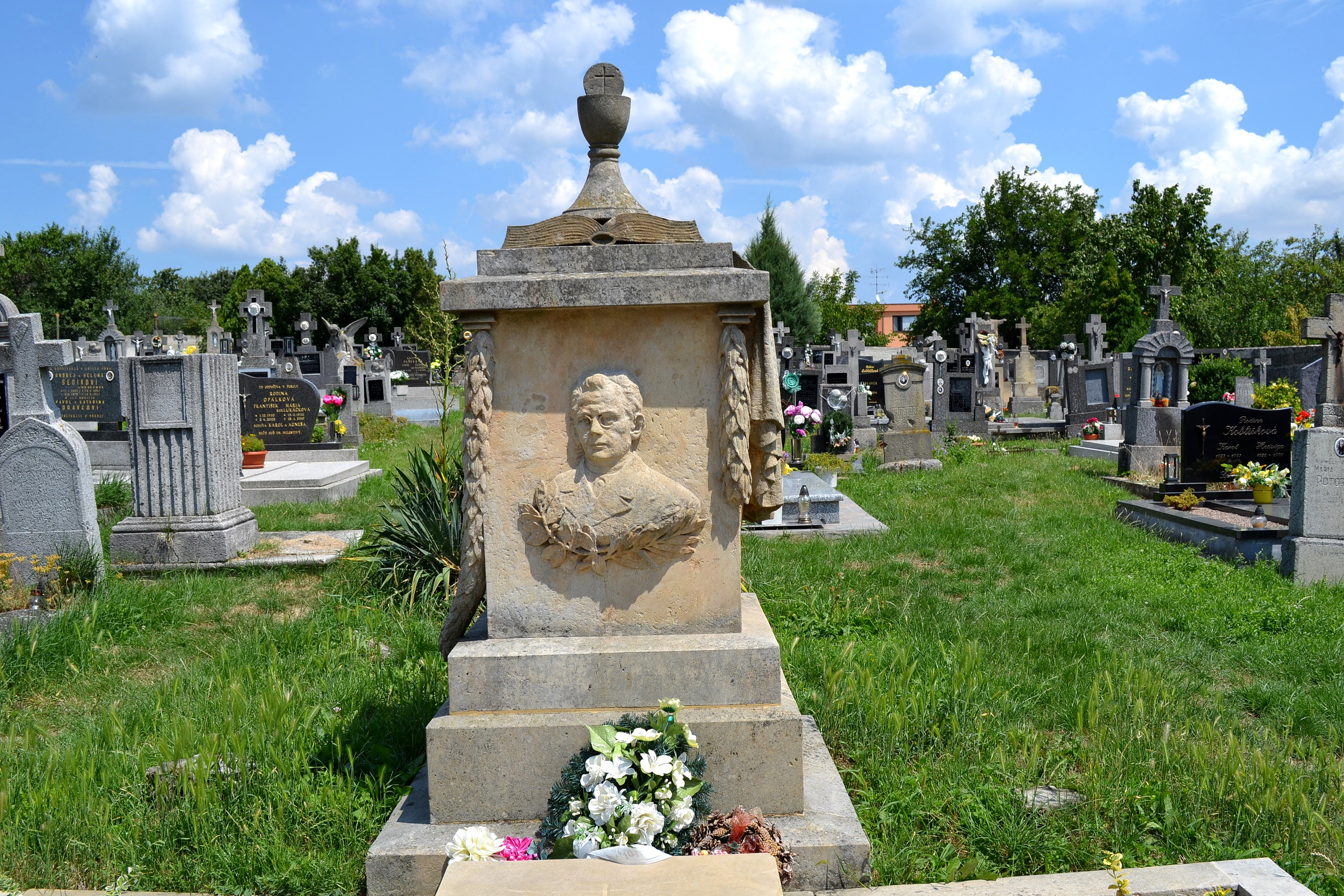
La sua tomba al cimitero di Trstín

Scrisse anche con gli pseudonimi di Bielorský, Čáran e Čarda.

## Biografia
Era figlio di Ján Kollár e di sua moglie Anna, nata Vizváryová. Frequentò la scuola popolare di Banská Bystrica, e studiò poi nei ginnasi di  Levoča, Presburgo - l'odierna Bratislava - Trnava e Skalica. In seguito studiò teologia a Banská Bystrica e a Esztergom. Nel 1879 fu ordinato presbitero.
Fu un noto organizzatore di circoli nazionali slovacchi ed esponente del pensiero della reciprocità fra cechi e slovacchi. Si impegnò nell'attività politica e di coordinamento: fu deputato alla Dieta del Regno d'Ungheria e amministratore della Società di Sant'Adalberto. Fu editore e redattore di Katolícke novíny, il giornale dei cattolici slovacchi, redasse anche il calendario della Società di Sant'Adalberto Pútnik svätovojtešský, curò e pubblicò l'almanacco Záhradka, su cui trovarono spazio gli articoli di altre importanti personalità della cultura slovacca, fra cui František Víťazoslav Sasinek, Jozef Škultéty e Jozef Gregor Tajovský. Curò anche l'edizione di canzonali di preghiere cattoliche senza spartiti musicali. Fu traduttore di libri di argomento religioso dal tedesco, dall'ungherese e dal francese.
Passò gli ultimi anni della sua vita nel paese di Trstín vicino a Smolenice. Fu sepolto nel locale cimitero. Sulla casa ove visse, la Società di Sant'Adalberto volle porre una targa commemorativa nel 1940.